# ボザール・トリオ
ボザール・トリオ（仏語：Beaux Arts Trio）は、世界的に著名な米国のピアノ三重奏団。その演奏活動は半世紀に亘って高い評価を勝ち得ており、録音活動でも世界的に名高かった。
1955年にピアニストのメナヘム・プレスラーによって結成され、初代メンバーはヴァイオリン担当のダニエル・ギレとチェロ担当のバーナード・グリーンハウスであった。長い経歴から、プレスラーを除いて幾多のメンバー交代を繰り返しており、歴代メンバーには次のような顔触れがいる。
- ヴァイオリン：イシドア・コーエン（1968年～）、イダ・カヴァフィアン（1992年～）、ユンウク・キム（1998年～）、ダニエル・ホープ（2002年～）
- チェロ：ピーター・ワイリー（1987年～）、アントニオ・メネセス（1998年～）

レパートリーは幅広く、標準的なピアノ三重奏曲ばかりでなく、ラフマニノフの2つの《悲しみの三重奏曲》をおそらく世界で最初にデジタル録音したほか、近年ではアレンスキーやグラナドス、トゥリーナらの秘曲も取り上げるようになった。2005年には創立50周年を記念して、フィリップス・レーベルより過去のロングセラーを集めたスペシャルCDが頒布された。また、ワーナー・クラシックスから現在のメンバーでのCDが発売されている。
2008年9月6日のルツェルン音楽祭でのコンサートをもって解散された。